# One Hour Photo
One Hour Photo là một phim tâm lý năm 2002. Nhân vật chính của phim do diễn viên Robin Williams thể hiện.

## Diễn viên
- Robin Williams vai Sy Parrish
- Michael Vartan vai Will Yorkin
- Connie Nielsen vai Nina Yorkin
- Dylan Smith vai Jake Yorkin
- Gary Cole vai Bill Owens
- Erin Daniels vai Maya Burson
- Eriq La Salle vai James Van Der Zee
- Clark Gregg vai Paul Outerbridge
- Paul H. Kim vai Yoshi Araki